# Wilhelm Pfaff (Botaniker)
Wilhelm Pfaff (* 9. März 1859 in Hermannstadt; † 9. Dezember 1933 in Bozen) war ein österreichischer Botaniker.

## Leben
Der Bruder von Leopold Pfaff studierte ab 1877 an der Universität Wien und an der Universität Innsbruck Jura und wurde 1882 zum Dr. jur. promoviert. Er war ab 1883 als Konzipient, bis 1907 als selbständiger Rechtsanwalt in Bozen. Dann widmete er sich als Privatmann und Kustos des Naturhistorischen Museums in Trient nur noch seinen botanischen Interessen. Seine Hauptinteresse galt den Grenzgebieten zwischen Botanik und Volkskunde und der Pflanzenphänologie und Floristik Südtirols. 
Pfaff gehörte zu den Pionieren der Adventivfloristik. Noch vor dem Ersten Weltkrieg befasste er sich mit Eisenbahnbotanik entlang der Lokalbahn Mori–Arco–Riva. Nach dem Krieg weitete er seine Studien in diesem Bereich noch auf die Kriegsbotanik aus, und untersuchte, inwieweit sich im Zuge der Truppenbewegungen des Ersten Weltkrieges neue Pflanzen an vom Militär genutzten Bahnstationen und Lagern ausbreiten konnten.

## Werke (Auswahl)
- Führer durch die Parkanlagen und Promenaden von Bozen und Gries. Innsbruck 1912, OCLC 255770749. (online)
- Südtiroler Kriegsbotanik. In: Der Schlern. Jg. 4, 1923, S. 15–21.
- Nachträgliches zur Kriegsbotanik. In: Der Schlern. Jg. 5, 1924, S. 72–76.
- Die Eislöcher in Überetsch, ihre Vegetationsverhältnisse und ihre Flora. Innsbruck 1933, OCLC 688408176. (online)